# Tōbu
Pour les articles homonymes, voir Tobu (homonymie).
La Tobu Railway Co., Ltd. (東武鉄道株式会社, Tōbu Tetsudō Kabushiki-gaisha) ou simplement Tobu (東武) est une entreprise privée japonaise qui gère des lignes de chemin de fer dans la région de Tokyo, Saitama, Chiba, la préfecture de Tochigi et la préfecture de Gunma.
Elle fait partie du groupe Tobu qui a également d'autres activités dans le domaine des transports (bus et taxis), du commerce, de l'immobilier et de la distribution.
Comme la plupart des compagnies ferroviaires, Tobu Railway possède également de nombreux centres commerciaux situés à proximité de ses gares. Ainsi, les activités ferroviaires de la société ne représentent plus qu'un tiers de ses revenus, contre 31 % pour la distribution.

## Histoire
Tobu est l'une des plus anciennes compagnies ferroviaires du Japon. Elle a été créée le 1er novembre 1897 et a commencé ses activités entre les gares de Kita-Senju et Kuki en août 1899. En juillet 1920, Tobu absorbe le chemin de fer Tōjō à l'origine de l'actuelle ligne Tōjō.

## Lignes
Avec 463 km, le réseau Tobu est le second réseau ferroviaire privé au Japon après celui de la Kintetsu. Il se compose en fait de deux réseaux isolés l'un de l'autre :
- le réseau principal part de la gare d'Asakusa à Tokyo, terminus de la ligne Isesaki. Cette dernière se divise ensuite en de nombreuses branches vers l'est et le nord.
- le second réseau est constitué principalement de la ligne Tōjō partant de la gare d'Ikebukuro de Tokyo vers la préfecture de Saitama au nord-ouest.

Le transfert entre ces deux sous-réseaux peut se faire en utilisant la ligne principale de la compagnie privée Chichibu Railway.

### Réseau principal
| Symbole          | Ligne            | Nom japonais                      | Terminus                       | Longueur (km) | Gares |
| ---------------- | ---------------- | --------------------------------- | ------------------------------ | ------------- | ----- |
|                  | Ligne Skytree    | スカイツリーライン                | Asakusa - Tōbu-dōbutsu-kōen    | 41,0          | 30    |
| Ligne Kameido    | 亀戸線           | Hikifune - Kameido                | 3,4                            | 5             |       |
| Ligne Daishi     | 大師線           | Nishiarai - Daishimae             | 1,0                            | 2             |       |
|                  | Ligne Isesaki    | 伊勢崎線                          | Tōbu-dōbutsu-kōen - Isesaki    | 73,5          | 26    |
| Ligne Sano       | 佐野線           | Tatebayashi - Kuzū                | 22,1                           | 10            |       |
| Ligne Koizumi    | 小泉線           | Tatebayashi - Nishi-Koizumi - Ōta | 18,4                           | 9             |       |
| Ligne Kiryū      | 桐生線           | Ōta - Akagi                       | 20,3                           | 8             |       |
|                  | Ligne Nikkō      | 日光線                            | Tōbu-dōbutsu-kōen - Tōbu-Nikkō | 94,5          | 26    |
| Ligne Utsunomiya | 宇都宮線         | Shin-Tochigi - Tōbu-Utsunomiya    | 24,3                           | 11            |       |
| Ligne Kinugawa   | 鬼怒川線         | Shimo-Imaichi - Shin-Fujiwara     | 16,2                           | 8             |       |
|                  | Ligne Urban Park | アーバンパークライン              | Ōmiya - Funabashi              | 62,7          | 34    |

|  |

### Réseau Tōjō
| Symbole     | Ligne      | Nom japonais   | Terminus          | Longueur (km) | Gares |
| ----------- | ---------- | -------------- | ----------------- | ------------- | ----- |
|             | Ligne Tōjō | 東上線         | Ikebukuro - Yorii | 75,0          | 39    |
| Ligne Ogose | 越生線     | Sakado - Ogose | 10,9              | 8             |       |

## Matériel roulant
Au 31 mars 2024, Tobu possède 1 775 voitures voyageurs.

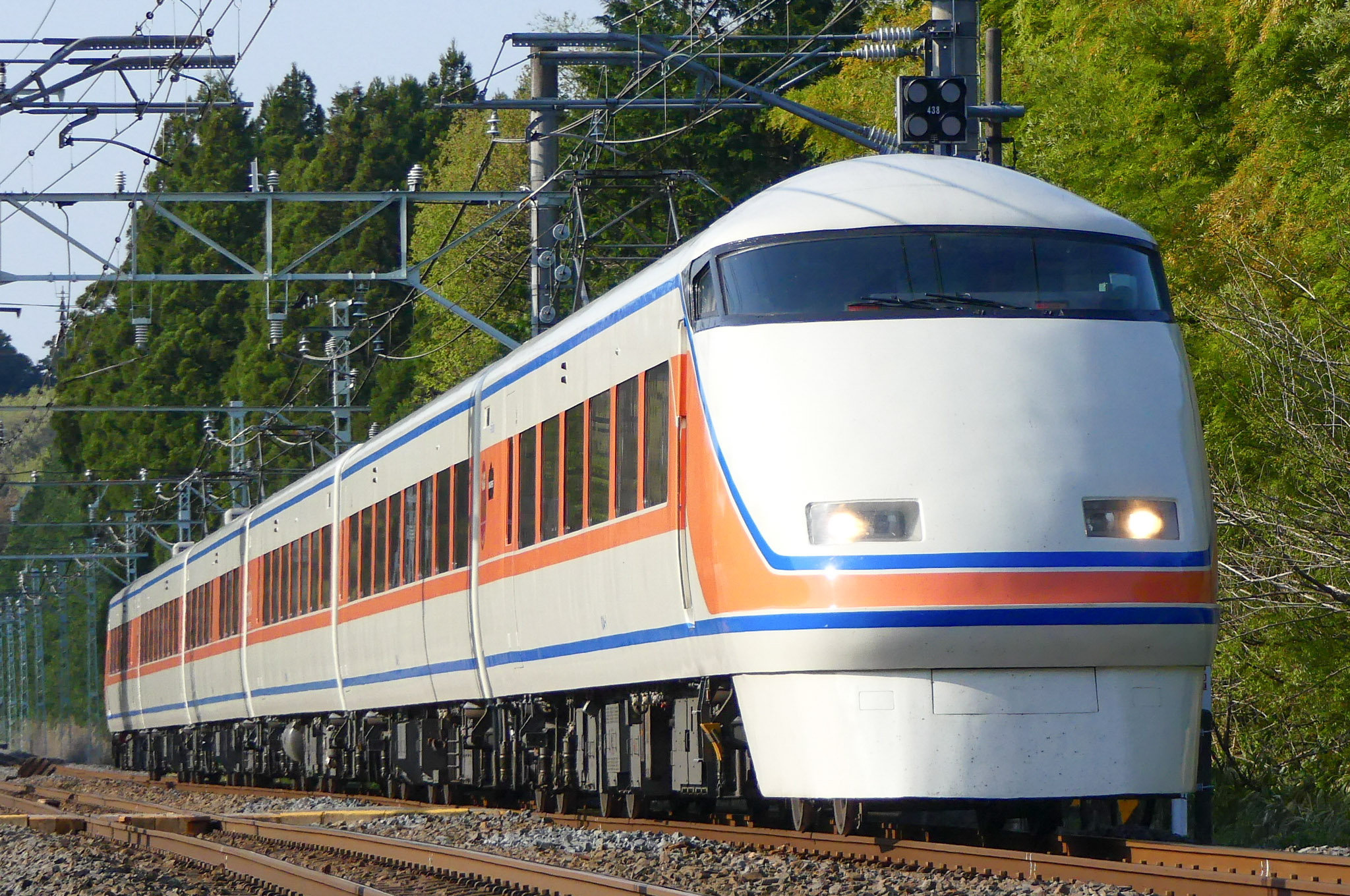
Série 100 Spacia
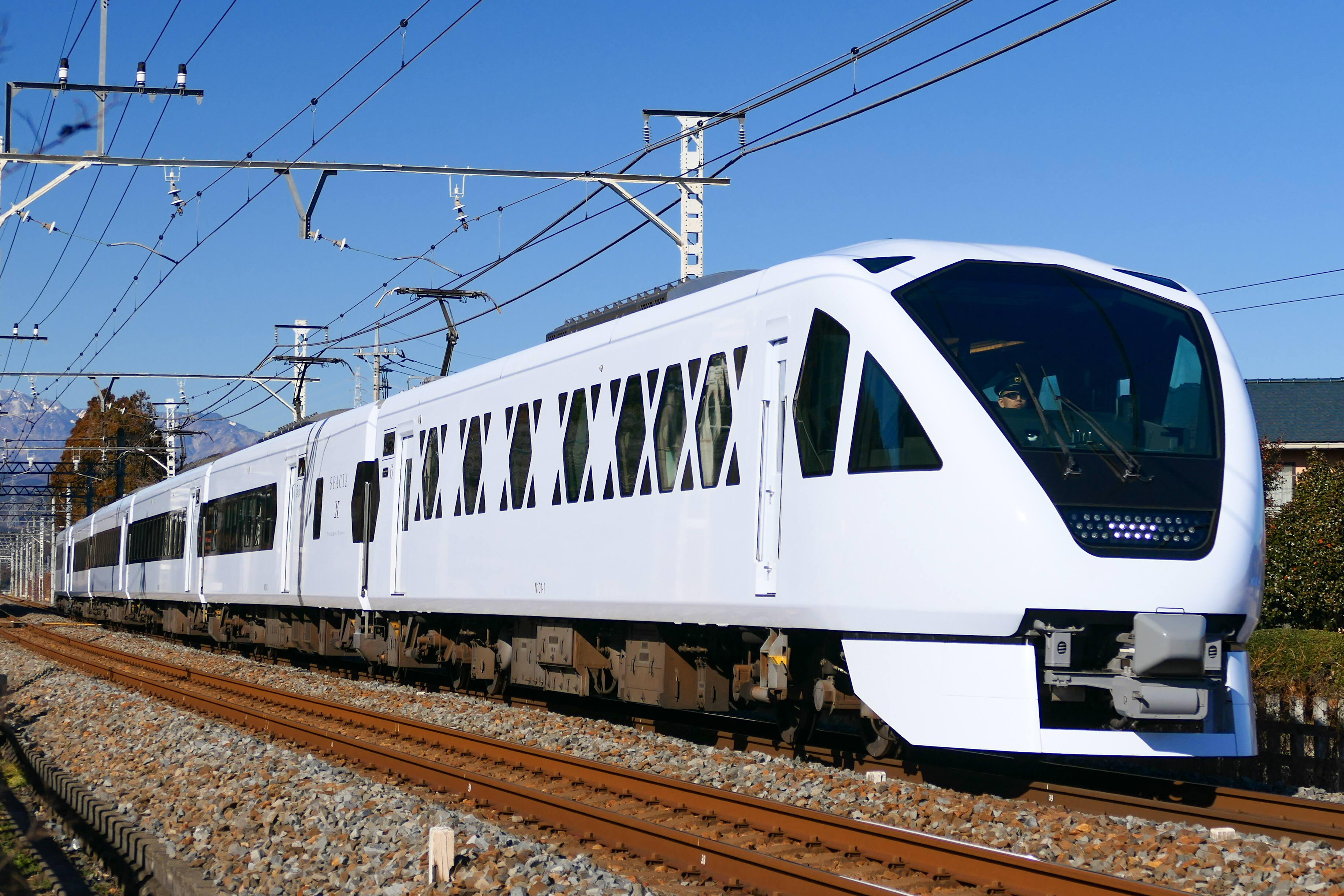
Série N100 Spacia X
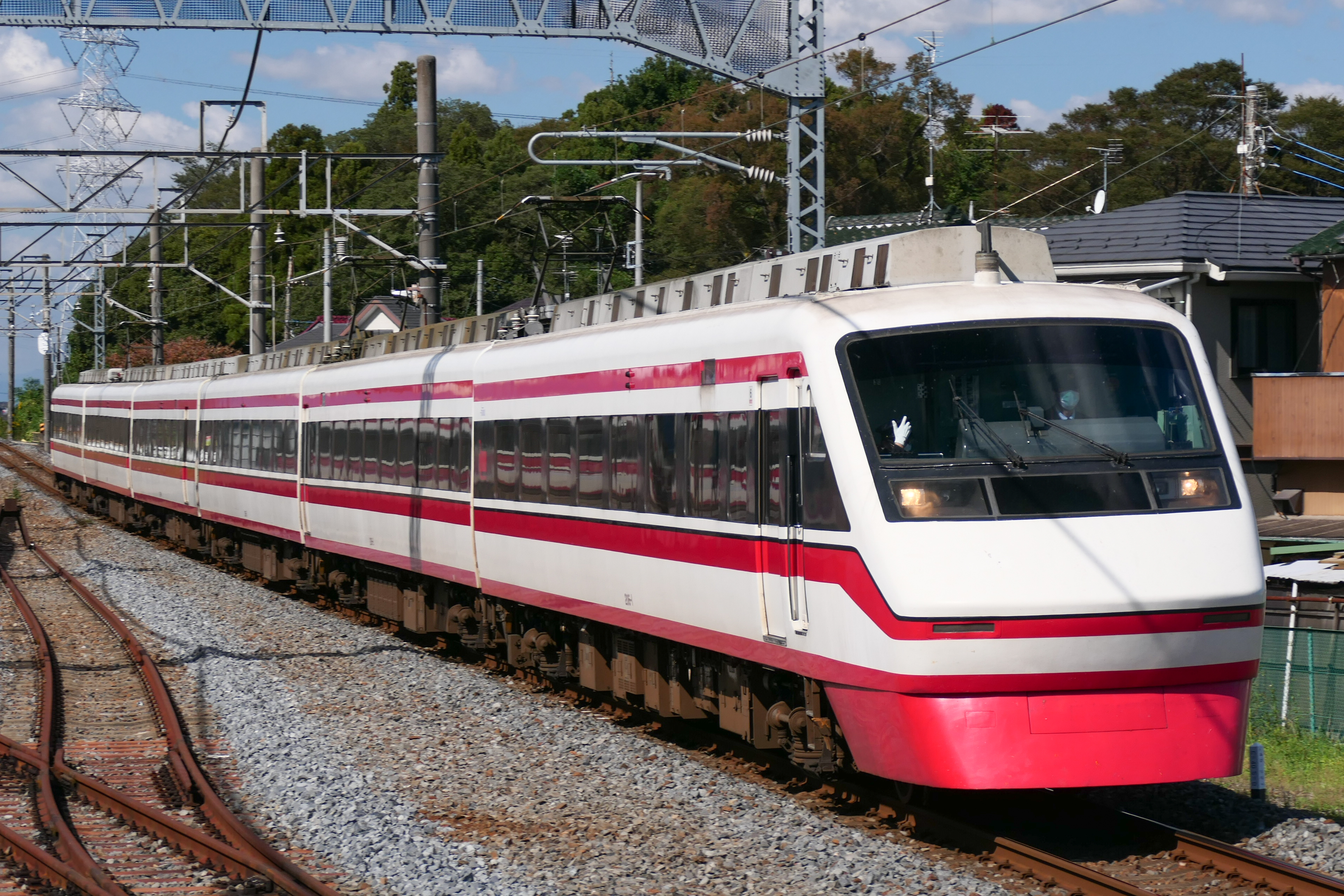
Série 200 Ryōmō
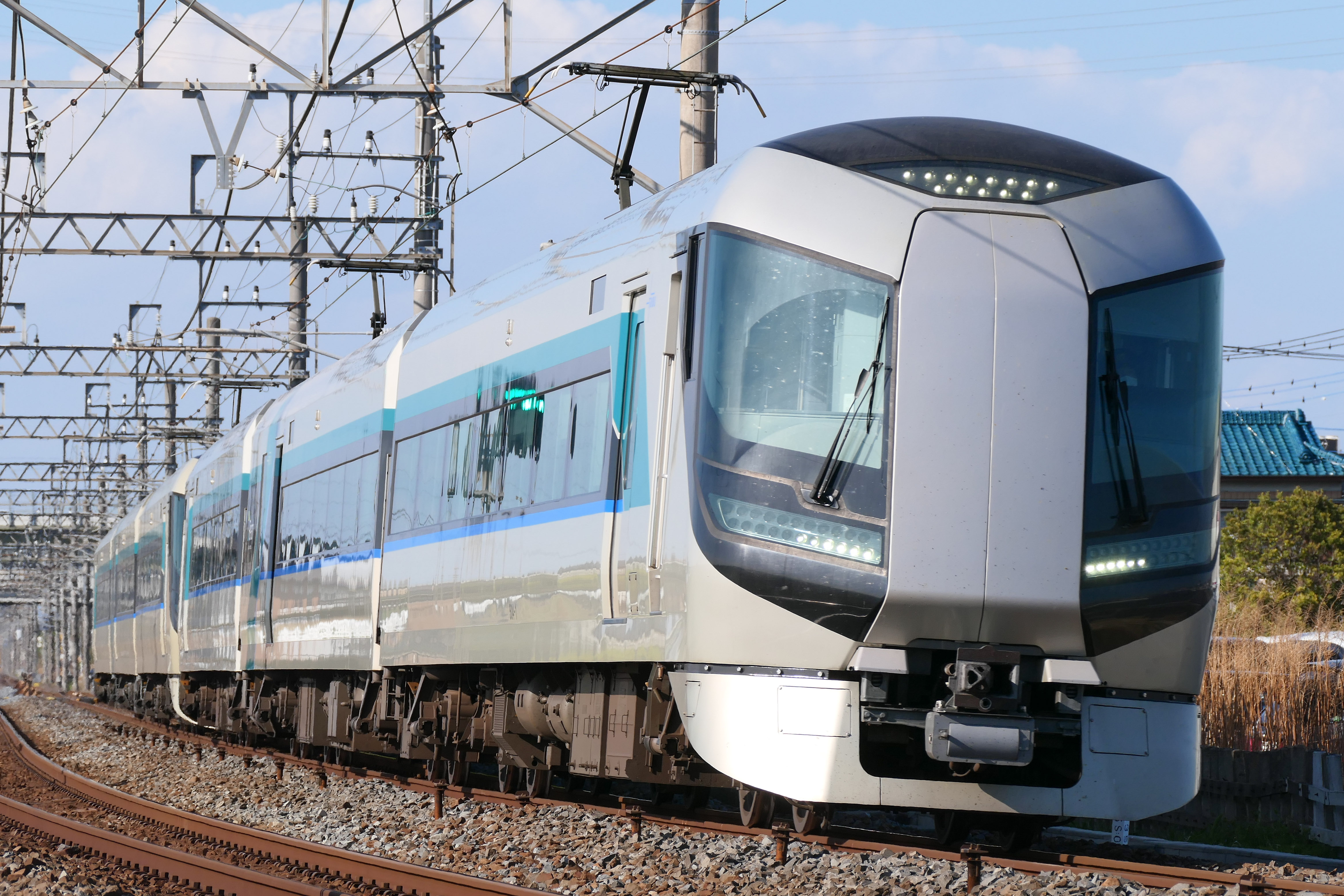
Série 500 Revaty
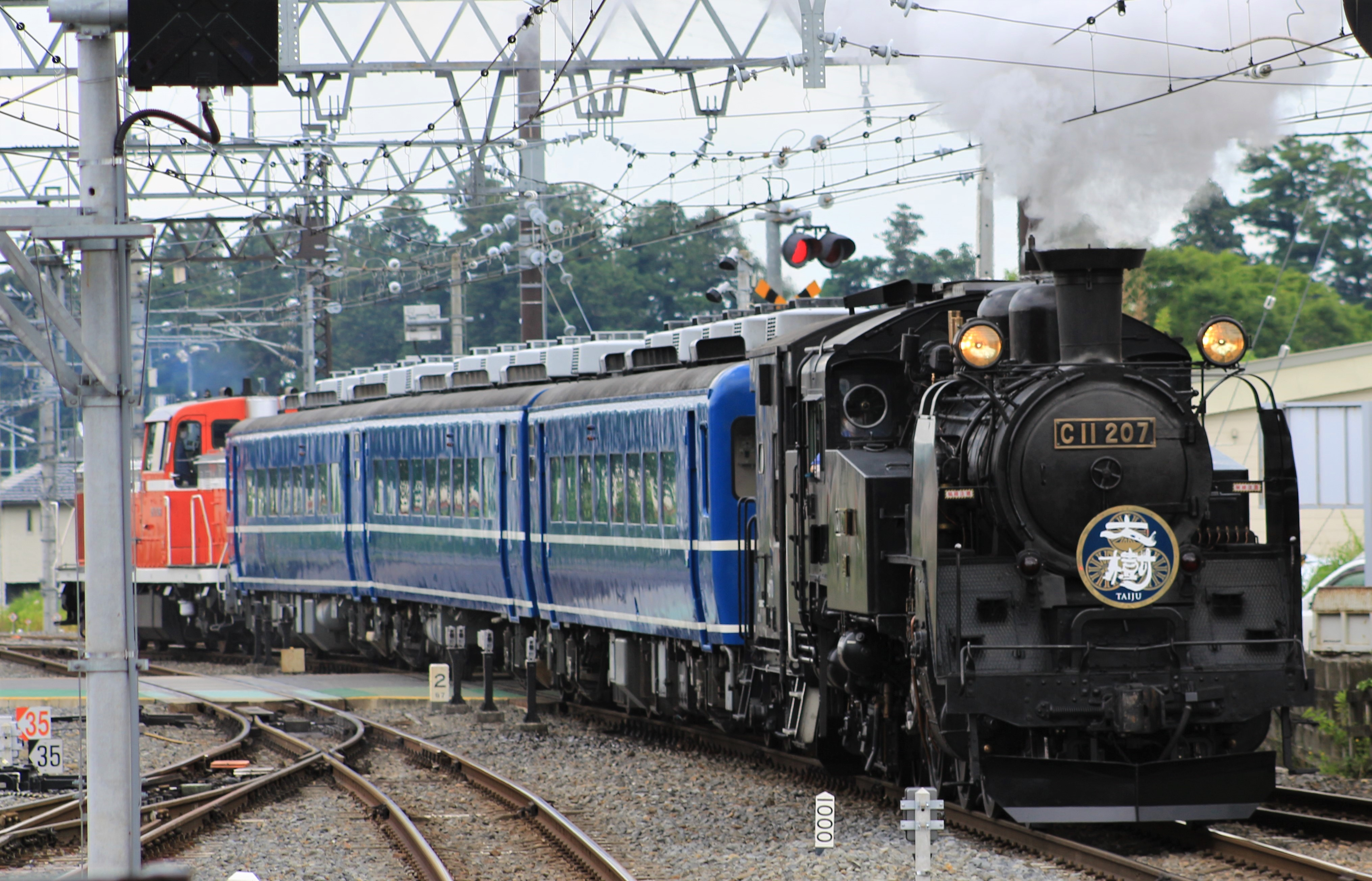
C11 SL Taiju
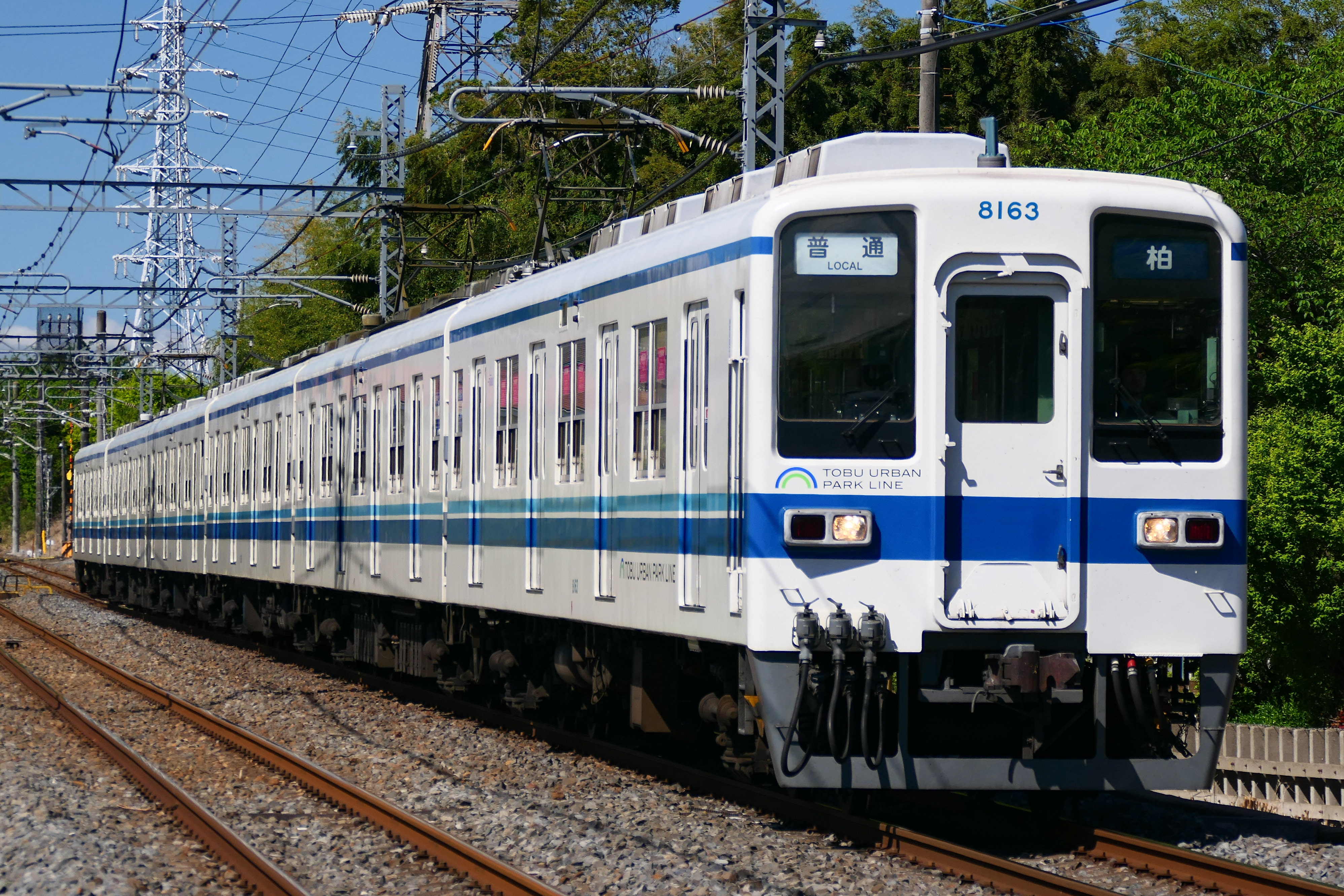
Série 8000
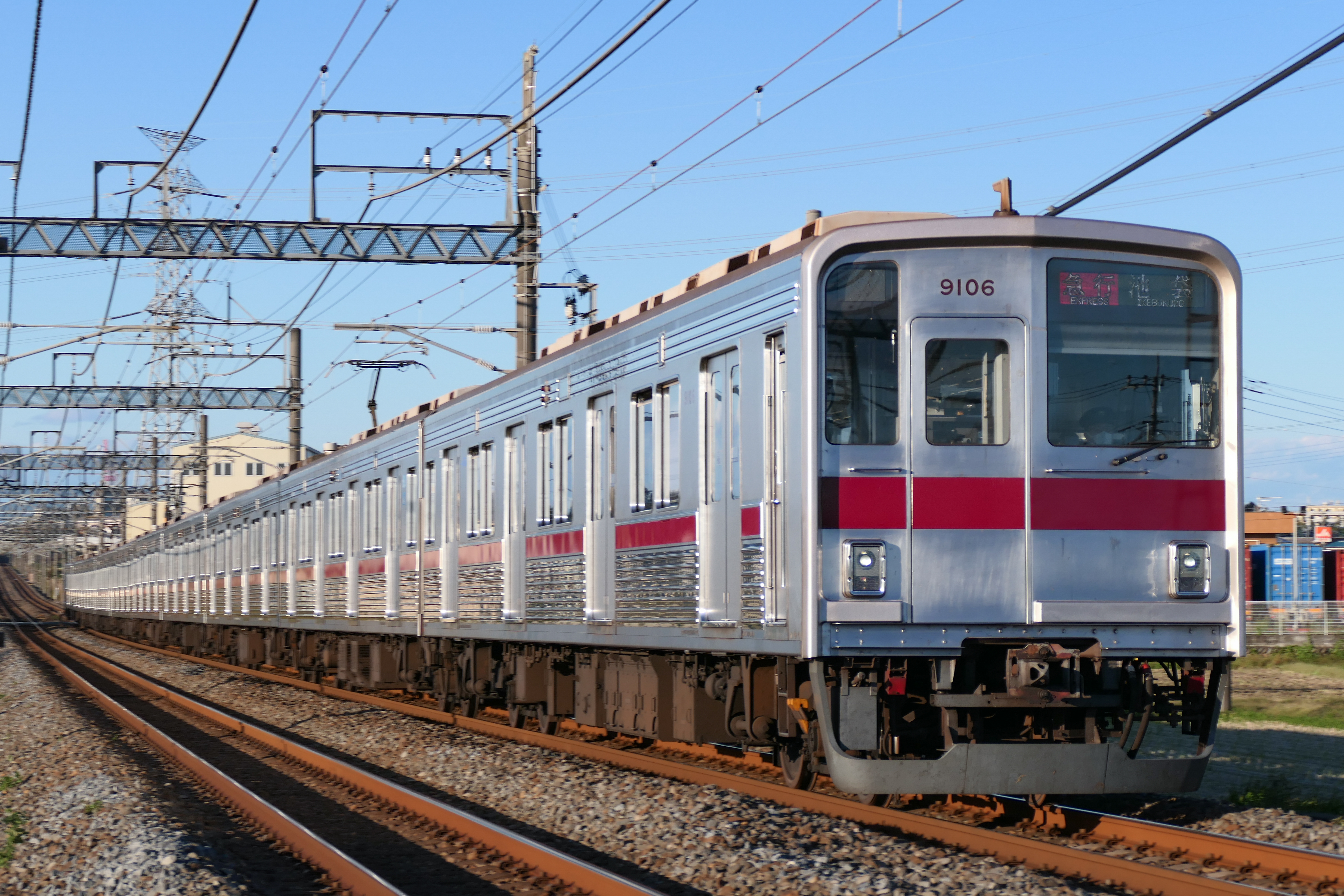
Série 9000
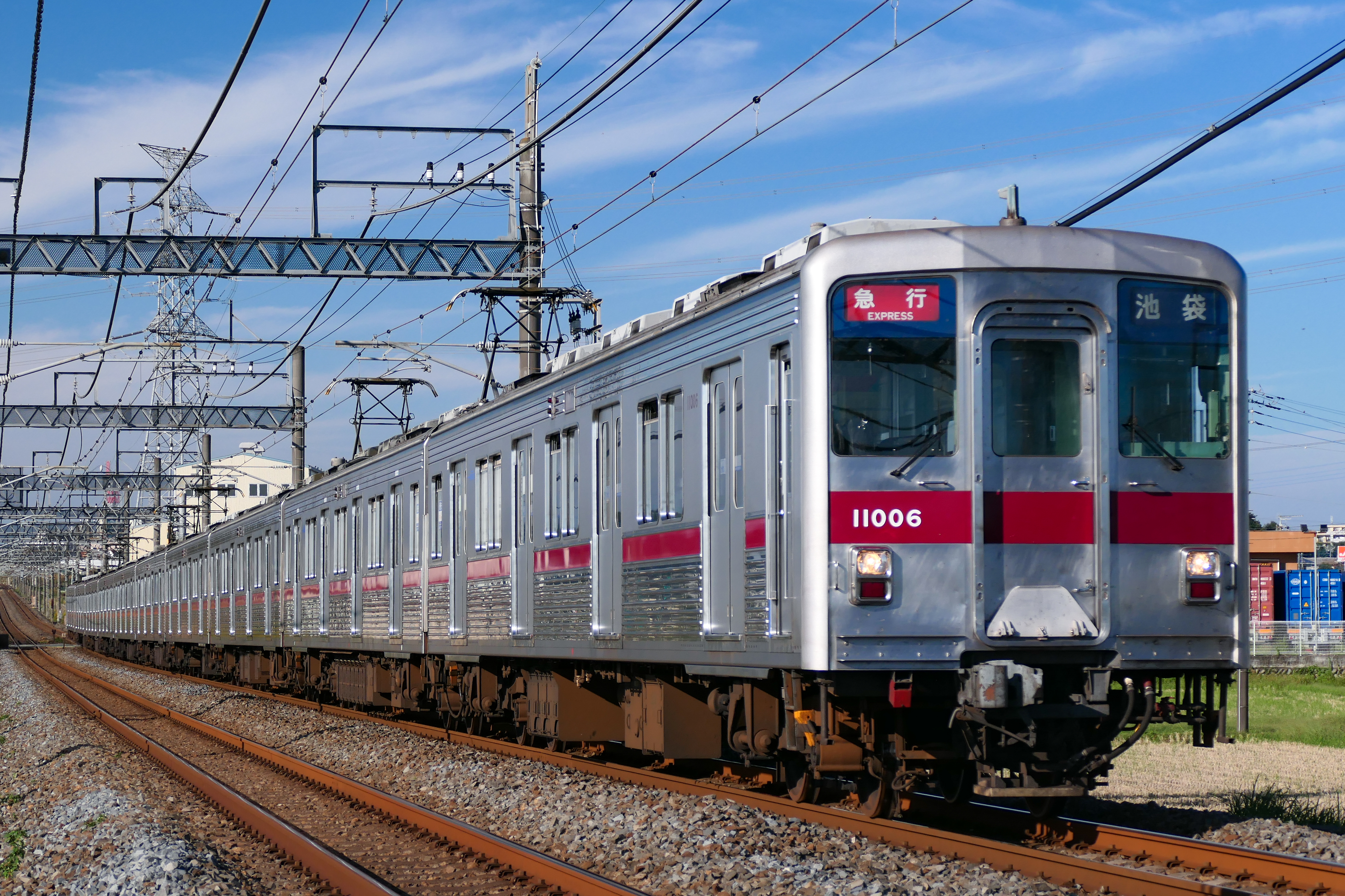
Série 10000
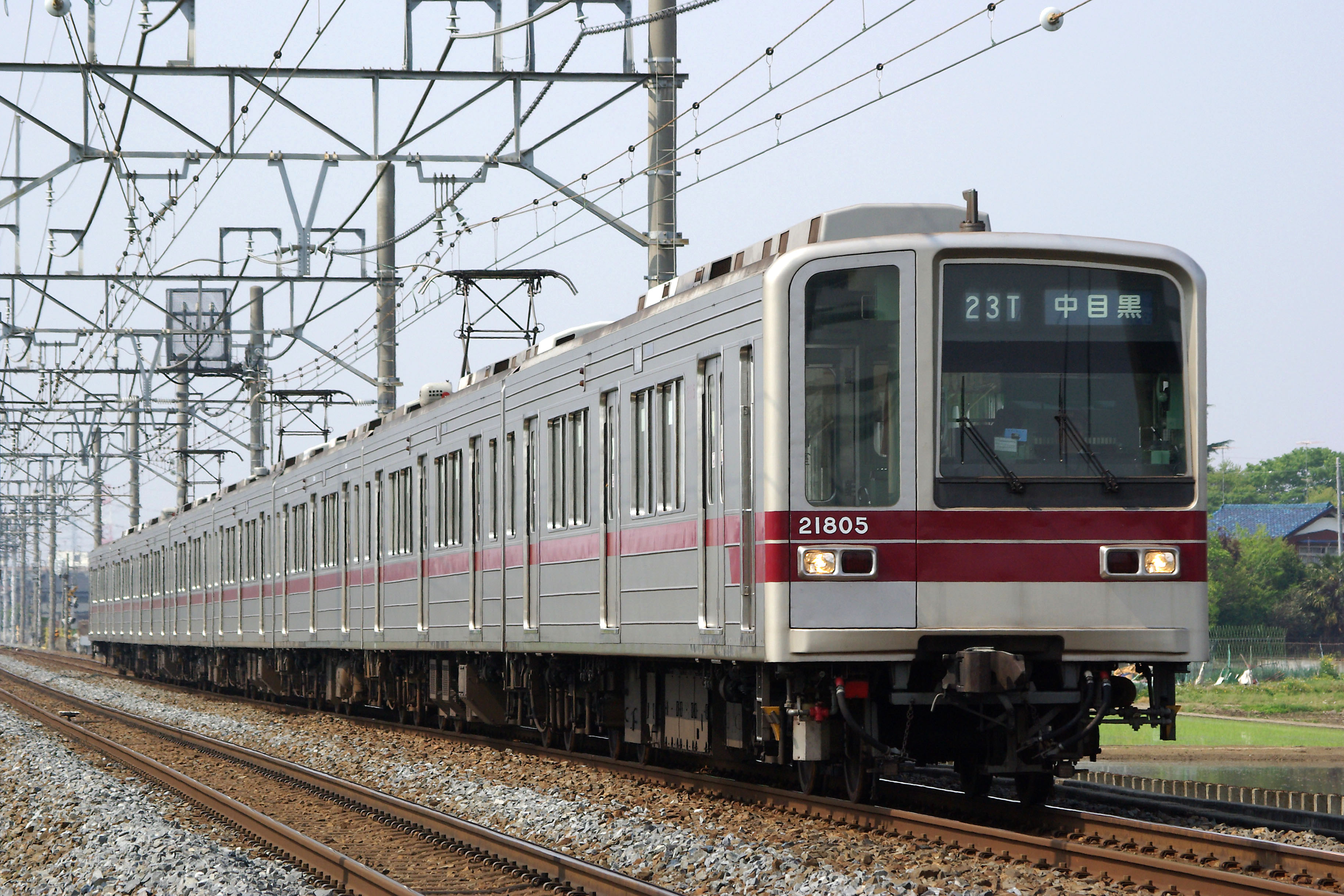
Série 20000
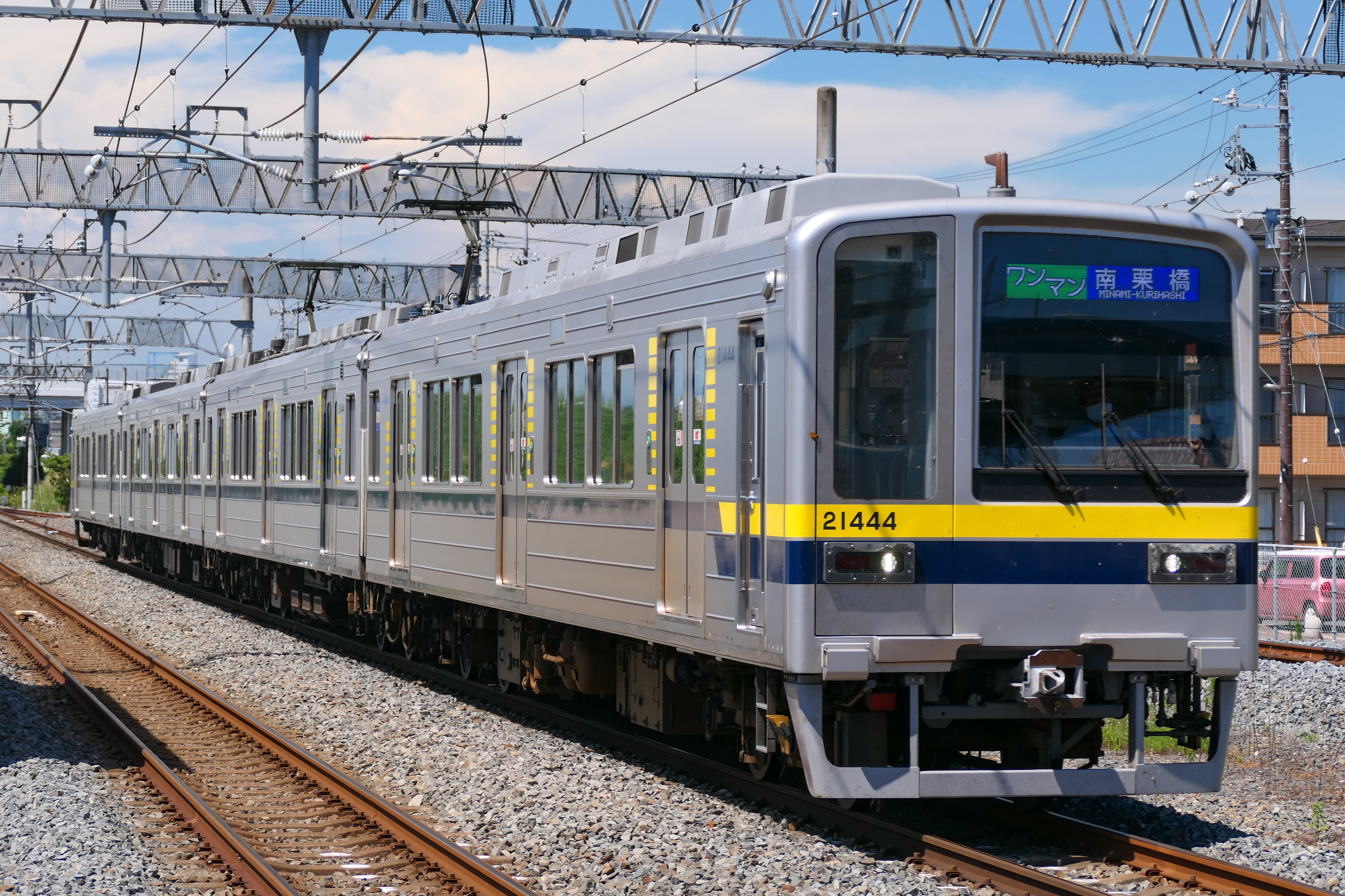
Série 20400
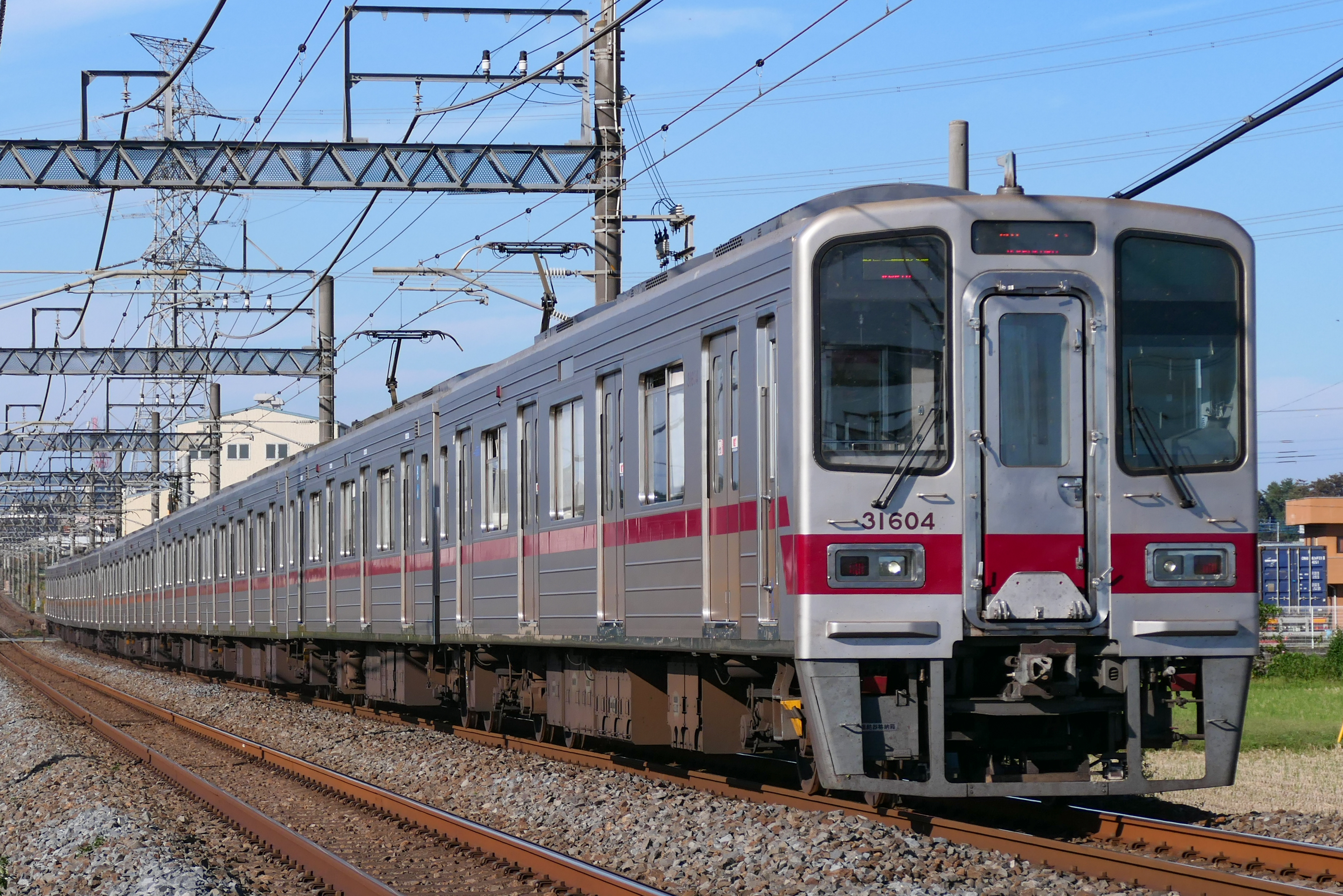
Série 30000
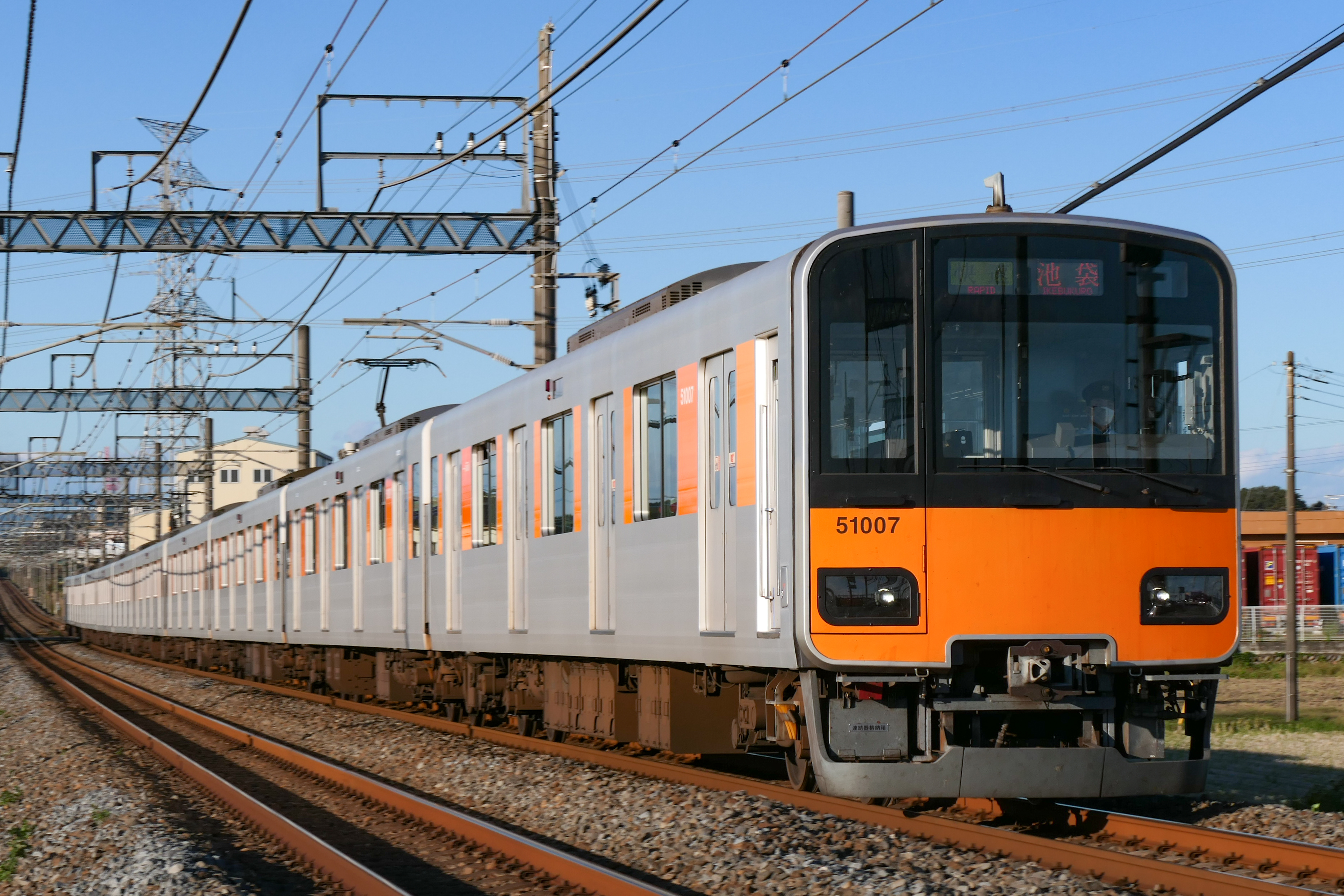
Série 50000
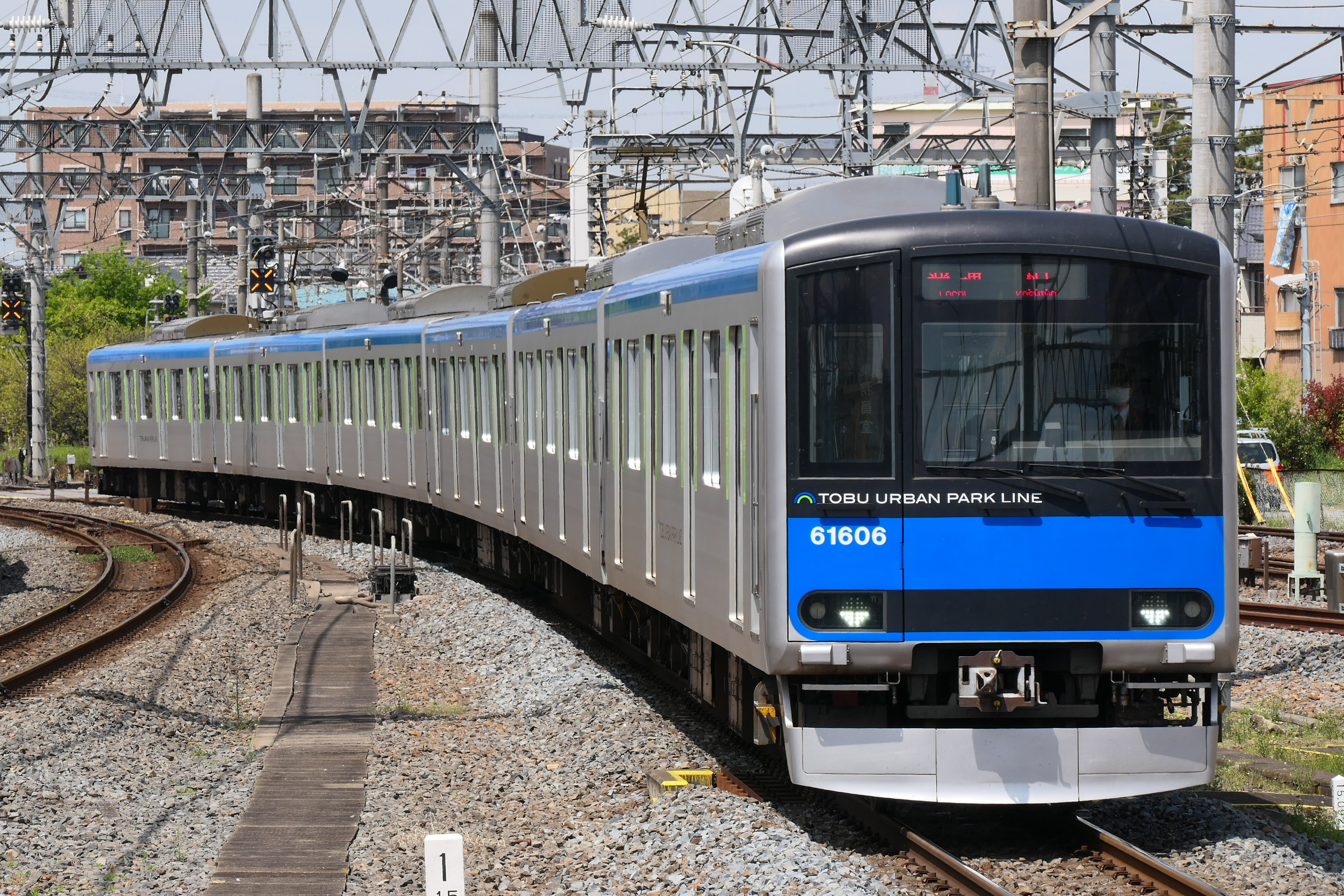
Série 60000
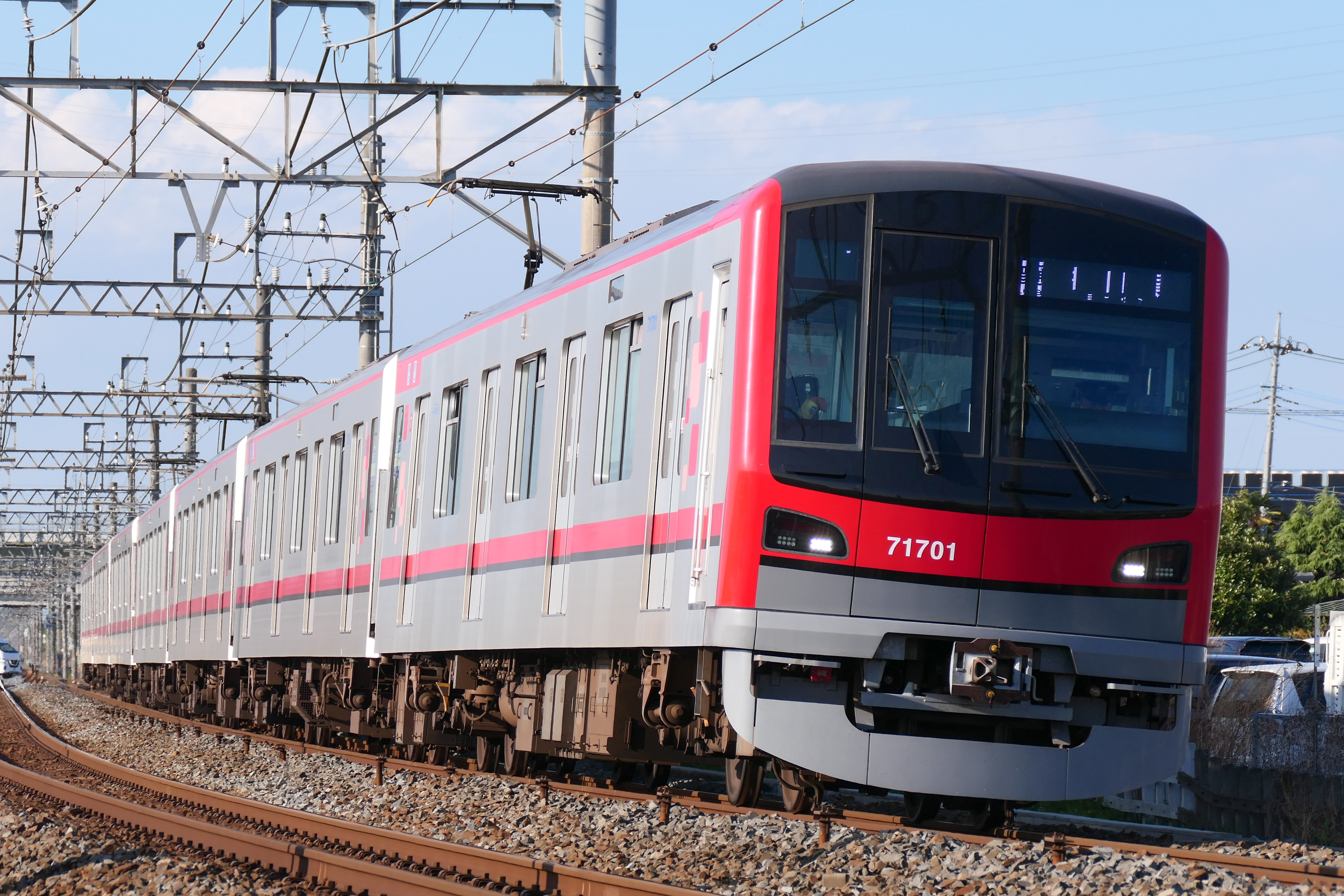
Série 70000
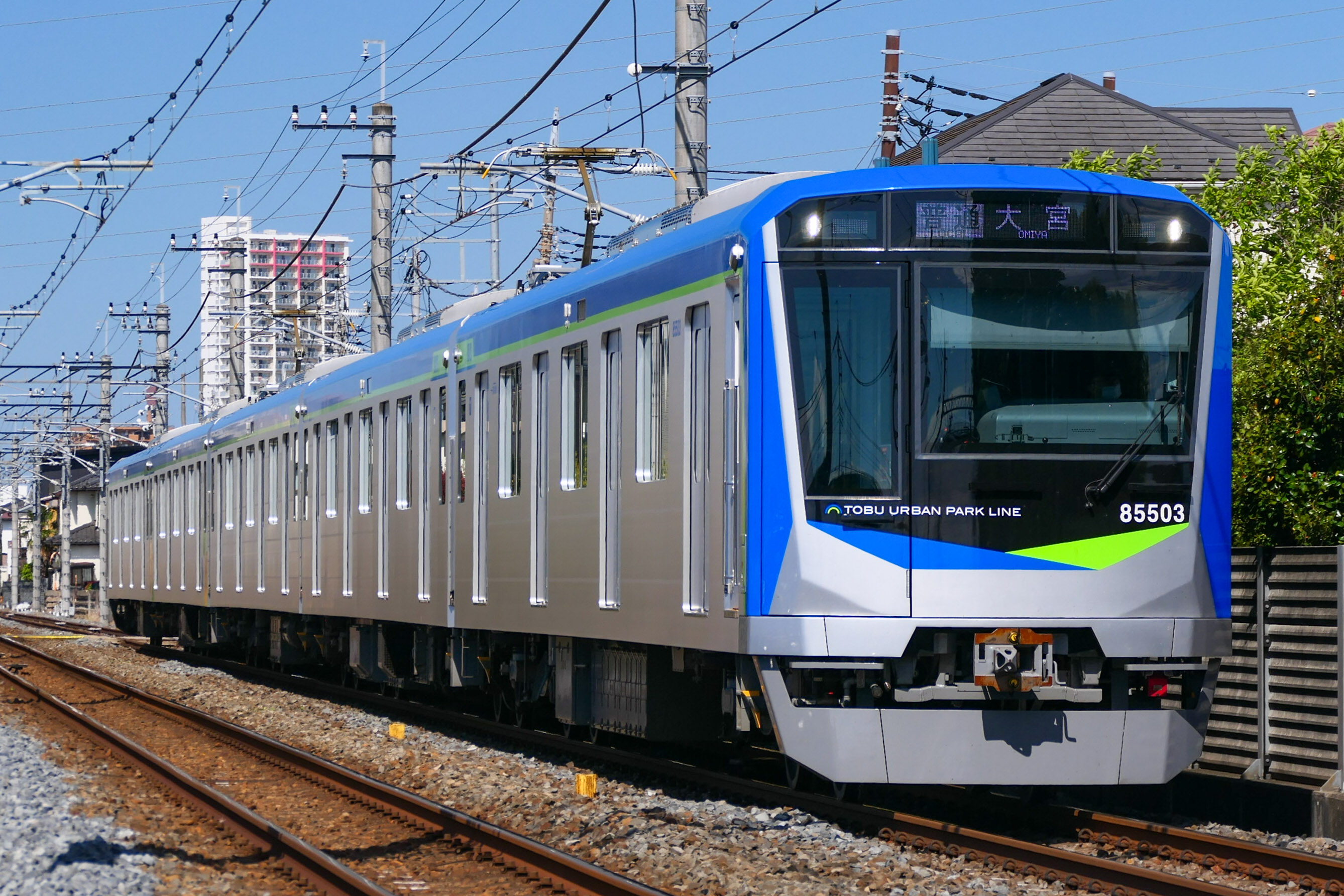
Série 80000

## Tourisme
La compagnie exploite un train à vapeur entre Nikkō et Kinugawa-Onsen, le SL Taiju et possède un musée, le musée Tōbu.